# Andromède (Corneille)
Pour les articles homonymes, voir Andromède.
Andromède est une tragédie de Pierre Corneille, donnée au palais du Petit-Bourbon au cours du carnaval de 1650. Elle comportait des intermèdes musicaux composés par Charles Coypeau (dit Dassoucy). Il reste très peu de choses de la musique, mais on a réussi à conserver quelques extraits de ces intermèdes, les parties de taille et de basse-contre.
La pièce est intitulée « tragédie représentée avec les machines sur le théâtre Royal de Bourbon ». Elle appartient au genre de la pièce à machines.

## Versions
- Version de 1650 : elle résulte d'une commande de Jules Mazarin en 1648 mais ne sera créée qu'en 1650. Corneille dédicace la pièce à une dame inconnue désignée par quatre M majuscule. Selon Abel Lefranc il s'agirait de Madame de Motteville, la confidente et mémorialiste d'Anne d'Autriche[4].
- Version de 1682. Lors de la reprise par La Comédie-Française le 19 juillet 1682, la pièce comporte la musique pour solistes, chœur, flûtes, cordes, et basse continue composée par Marc-Antoine Charpentier, H.504.

## Argument
- Prologue : hommages au Roi
- Acte I : Vénus prédit le mariage d’Andromède tandis qu'une dernière victime sera choisie pour le monstre.
- Acte II : c'est Andromède qui est désignée.
- Acte III : Persée tue le monstre ; les néréides promettent de se venger.
- Acte IV : Phinée, éconduit, veut tuer Persée. Il reçoit l'aide de Junon.
- Acte V : Persée méduse Phinée ; tous les personnages sont alors enlevés au ciel pour y être divinisés.